# Campnosperma lepidotum
Campnosperma lepidotum är en sumakväxtart som beskrevs av René Paul Raymond Capuron och A. Randrianasolo & James S. Miller. Campnosperma lepidotum ingår i släktet Campnosperma och familjen sumakväxter. Inga underarter finns listade i Catalogue of Life.